# Увало-Ядрино
Ува́ло-Я́дрино — село в Любинском районе Омской области. Административный центр Увало-Ядринского сельского поселения.

## История
Основана в 1922 году как выселок села Ядринцево. В 1928 году выселок Увальное состоял из 47 хозяйств, основное население — русские. В административном отношении — в составе Ядринцевского сельсовета Любинского района Омского округа Сибирского края.

## Население
| 2010 |
| ---- |
| 581  |

## Улицы
| - ул. Зелёная, - ул. Комсомольская, - ул. Луговая, - ул. Молодёжная, - ул. Раздольная, | - ул. Северная, - ул. Советская, - ул. Фролова, - ул. Центральная, - ул. Школьная. |